# Wilfried Yeguete
Wilfried Yeguete (* 16. Oktober 1991 in Pessac) ist ein französischer Basketballspieler zentralafrikanischer Abstammung.

## Laufbahn
Yeguete wurde als Sohn aus der Zentralafrikanischen Republik stammender Eltern in Frankreich geboren. Als Wilfried ein Kleinkind war, zog er mit seiner Familie nach Abidjan (Elfenbeinküste), im Alter von zehn Jahren kehrte er nach Frankreich zurück. Sein Vater Lucien war in den 1980er Jahren zentralafrikanischer Basketballnationalspieler.
Yeguete spielte als Jugendlicher in Meaux und Epinal, 2008 ging er in die Vereinigten Staaten, besuchte erst zwei Jahre lang die Florida Air Academy und gehörte dort ebenso zur Basketballmannschaft wie von 2010 bis 2014 an der University of Florida. Für die Hochschulmannschaft stand er in 127 Spielen auf dem Feld und erzielte im Durchschnitt 4,1 Punkte sowie 4,9 Rebounds je Begegnung. Im Laufe seiner vier Jahre an der University of Florida gehörten neben anderen Bradley Beal sowie Chandler Parsons zu seinen Mannschaftskameraden. In seiner letzten Saison an der Hochschule erreichte er mit der Mannschaft das NCAA-Halbfinale. 2014 kehrte Yeguete nach Frankreich zurück und unterzeichnete beim Erstligisten STB Le Havre seinen ersten Vertrag als Berufsbasketballspieler.
In seinem zweiten Profijahr (2015/16) als Mitglied von Élan Béarnais Pau-Lacq-Orthez schaffte er den Sprung zum Stammspieler in der ersten französischen Liga und verbuchte in 34 Hauptrundeneinsätzen im Durchschnitt 8,7 Punkte sowie 8,4 Rebounds je Begegnung. Im Juni 2016 wurde Yeguete von Le Mans Sarthe Basket verpflichtet und von dem Erstligisten mit einem Dreijahresvertrag ausgestattet. Im Spieljahr 2017/18 errang er mit Le Mans den französischen Meistertitel. Im Anschluss an die Saison 2018/19, in der er es auf Mittelwerte von 9 Punkten sowie 7,6 Rebounds brachte, verließ er Le Mans in Richtung des Ligarivalen AS Monaco. Er holte im April 2021 mit Monaco den Sieg im europäischen Vereinswettbewerb EuroCup. Er verließ die Mannschaft nach dem Ende der Saison 2020/21. Im Juni 2021 unterzog er sich einem Eingriff am linken Knie und nahm in der Saison 2021/22 nicht am Spielbetrieb teil.
Anfang Juli 2022 wurde er vom französischen Erstligisten Limoges CSP als Neuzugang vermeldet. Zur Saison 2023/24 kehrte er nach Le Mans zurück. Im Februar 2025 gewann er mit Le Mans den französischen Ligapokal Leaders Cup. Yeguete war Kapitän der Siegermannschaft.

### Nationalmannschaft
2011 gewann er mit Frankreichs U20-Auswahl die Bronzemedaille bei der Europameisterschaft, im Sommer 2015 nahm er mit der französischen Mannschaft an der Sommeruniversiade im koreanischen Gwangju teil und wurde Fünfter.